# Reckless Love
Reckless Love je finská rocková skupina založená v roce 2001 v Kuopiu ve Finsku.
V únoru 2010 vydali své debutové album, které se dostalo na 13. místě ve finské hitparádě. V roce 2011 vydali své druhé album Animal Attriction, které se umístilo v top 10 finských hitparád. Po úspěchu Animal Attraction vydali v roce 2013 své třetí album Spirit, které se dostalo na 3. místě ve finské hitparádě, obsahuje dva singly „Night on Fire“ a „So Happy I Could Die“. V březnu 2016 vydali své čtvrté album InVader, které se umístilo na 8. místě ve finské hitparádě, která obsahuje dva singly „Keep It Up All Night“ a „Monster“. V březnu 2022 vydali své páté album Turborider, umístilo se na 3. místě ve finské hitparádě, album obsahuje čtyři singly „Outrun“, „Eyes Of a Maniac“, „Turborider“ a „Bark At The Moon“.

## Kariéra
Kapela začala svou kariéru pod názvem Reckless Life, zpočátku hráli covery od Guns N' Roses, ale s tímto přístupem nebyli moc úspěšní, tak začali psát své vlastní písně a v roce 2004 vyhráli hudební soutěž Kuopio Competition a vyrazili na skandinavské turné po Švédsku, Dánsku a Norsku.
V roce 2007 se Olli Herman stal zpěvákem švédské rockové skupiny Crashdïet, protože jejich zpěvák (Dave Lepard) spáchal v lednu 2006 sebevraždu. Olli Herman ze skupiny v roce 2008 odešel z důvodu neschopnost hrát ve dvou skupinách a soustředení na skupinu Reckless Love.
V lednu 2009 skupina oznámila, že jejich bubeník Mike Harley kapelu opustil a nahradil ho Hessu Maxx. Skupina změnu prožívala jako významný hudební vývoj.
V červnu 2013 zahráli v Helsinki Halli jako speciální hosté a předkapela jejich idolům americké hardrockové skupině Kiss.
Reckless Love vystupovali i jinde ve světě v Německu, Itálii, Anglii, Lotyšsku a Japonsku.
V lednu 2024 skupina oznámila pauzu na neurčitou dobu z důvodu, že zpěvák Olli Herman se připojil k rockové skupině Popeda a bude zaneprázdněn koncerty se skupinou. Zároveň skupina oznámila, že se přátelsky rozešli s bubeníkem Hessu Maxxem, který se rozhodl nepokračovat dál v kapele.

## Členové

### Současní členové
- Olli Herman (Olli Herman Kosunen) – zpěv (2001–dosud)
- Pepe Reckless (Perttu Sedergren) – kytary, doprovodný zpěv (2001–dosud)
- Jalle Verne (Jalle Pääkkönen) – baskytara, doprovodný zpěv (2001–dosud)

### Dřívější členové
- Zam Ryder – bicí, perkuse (2001–2004)
- Mike Harley – bicí, perkuse (2004–2009)
- Hessu Maxx (Heikki Ahonen) – bicí, perkuse (2009–2024)

## Diskografie
- Reckless Love (2010)
- Animal Attraction (2011)
- Spirit (2013)
- InVader (2016)
- Turborider (2022)